# Greentube
Greentube GmbH ist ein Anbieter im Online- und Mobile-App-Bereich mit Sitz in Wien. Es wurde im Jahr 1998 gegründet und ist mittlerweile Teil der Novomatic-Gruppe.

## Geschichte
Greentube wurde 1998 von Eberhard Dürrschmid und Harald Reisinger als Dürrschmid&Reisinger OEG gegründet und im Jahr 2000 in die Greentube Internet Entertainment Solutions GmbH übertragen. Das Unternehmen spezialisierte sich von Beginn an auf die Entwicklung und Distribution von Online-Spielen und mobilen Games.
Greentube adaptierte traditionelle Kartenspiele als Online-Multiplayer-Games. In Zusammenarbeit mit der Online-Abteilung des Senders ORF wurde das 3D-Abfahrtsrennspiel Ski Challenge entwickelt, das in der Skisaison 2005 Premiere hatte. Das Online-Game wurde seitdem jedes Jahr weiterentwickelt und in einer neuen Auflage veröffentlicht, zuletzt 2013 als Ski Challenge 14.
Im Januar 2010 übernahm Astra Games Ltd., ein Tochterunternehmen des österreichischen Glücksspielkonzerns Novomatic, 70 % an der Greentube Internet Entertainment Solutions AG, die infolge in die Greentube Internet Entertainment Solutions GmbH umfirmiert wurde. Im September 2011 übernahm Astra Games Ltd. die restlichen 30 Prozent Anteile. Novomatic-Technologievorstand Thomas Graf wurde zum neuen CEO der Greentube GmbH ernannt. Das Produkt-Portfolio wurde in den letzten Jahren um Bingo und andere Casino-Games erweitert.
Seit Oktober 2018 hat Greentube die Online-Plattform StarGames für Casino Spiele ins Leben gerufen, welche vollständig lizenziert in Schleswig-Holstein betrieben wird.

## Spiele
Das Produkt-Portfolio von Greentube umfasst klassische Slots, Tischspiele, Live Dealer Gaming, „Amusement with prize“ (AWP-) Reloaded Slots, Server Based Gaming, Social Casino Gaming, Bingo und mehr.
Greentube gilt als führender Online-Casino-Anbieter in Österreich. Angefangen bei Slotgames wie Mermaid´s Pearl oder The Alchemist erweiterte das Unternehmen seine Produktpalette mit Spielen von Novomatic. Zu den bekannten Slot-Spielen zählen Lucky Lady´s Charm deluxe, Book of Ra, Sizzling Hot Deluxe, Dolphin´s Pearl Deluxe und Lord of the Ocean.

## Auszeichnungen
- Innovationspreis 2003 für den mobile/iTV-Multiplayer, welcher die schnelle Erstellung von Multiplayer-Spielen für Systeme mit großen Userzahlen ermöglicht sowie die Medienkonvergenz.[7]
- Golden European Seal of e-Excellence 2008 (Gold), 2009 (Platin), 2010 (Platin), für innovative Wege im Marketing und Leistungen der Firma bezüglich internationaler Wettbewerbsfähigkeit.[8][9]
- eCOGRA Software Preis 2009: Dieser Preis wird an Online-Gaming-Firmen vergeben, die nachweisen können, dass sowohl der Spielbetrieb als auch die Echtgeld-Transaktionen fair sind und die Casinos verantwortungsvoll betrieben werden. Zudem entsprechen die Sicherheit des Spiele-Portfolios sowie der Back-Office-Systeme den Standards der eCOGRA (eCommerce Online Gaming Regulation and Assurance).[10][11]
- Green Award 2010: Im Zuge der Verleihung des „Ebiz Egovernment Awards“ wurde Greentube der Sonderpreis, der sogenannte „Green Award“ verliehen. Die Auszeichnung bekam das Unternehmen für ihr Spiel „Polo Cup“, einer Kooperation mit Volkswagen, das zum Benzinsparen und Umweltbewusstsein aufruft.[12]
- EGR B2B Awards 2015: Skill Games Supplier.[13]
- GIA (Gaming Intelligence) Social Casino Supplier of the Year 2017 für Greentube Pro.[14]